# Благодатівка (Бериславський район)
Благода́тівка — село в Україні, у Калинівській селищній громаді Бериславського району Херсонської області. Населення становить 349 осіб.

## Населення

### Мовний склад
Рідна мова населення за даними перепису 2001 року:
| Мова       | Чисельність, осіб | Доля     |
| ---------- | ----------------- | -------- |
| Українська | 329               | 94,27 %  |
| Російська  | 17                | 4,87 %   |
| Інше       | 3                 | 0,86 %   |
| Разом      | 349               | 100,00 % |

## Історія
Село засноване 1946 року. Указом Президії ВР УРСР перейменоване з Розенталь у Благодатівку.
12 червня 2020 року, відповідно до Розпорядження Кабінету Міністрів України від № 726-р «Про визначення адміністративних центрів та затвердження територій територіальних громад Херсонської області», увійшло до складу  Калинівської селищної громади.
19 липня 2020 року, в результаті адміністративно-територіально-територіальної реформи та ліквідації Великоолександрівського району, село увійшло до складу Бериславського району.
З березня 2022 року, під час російського вторгнення в Україну, село перебувало під окупацією російських загарбників.
5 вересня 2022 року Збройні сили України звільнили село від російських окупантів у ході контрнаступу в Херсонській області.